# Nordrhein-Westfalens ministerpresident
Nordrhein-Westfalens ministerpresident (tyska: Ministerpräsident des Landes Nordrhein-Westfalen) är regeringschef i det tyska förbundslandet Nordrhein-Westfalen. 
Ministerpresidenten väljs av Nordrhein-Westfalens lantdag och utser ministrarna i sin regering.

## Nordrhein-Westfalens ministerpresidenter (1946-framåt)

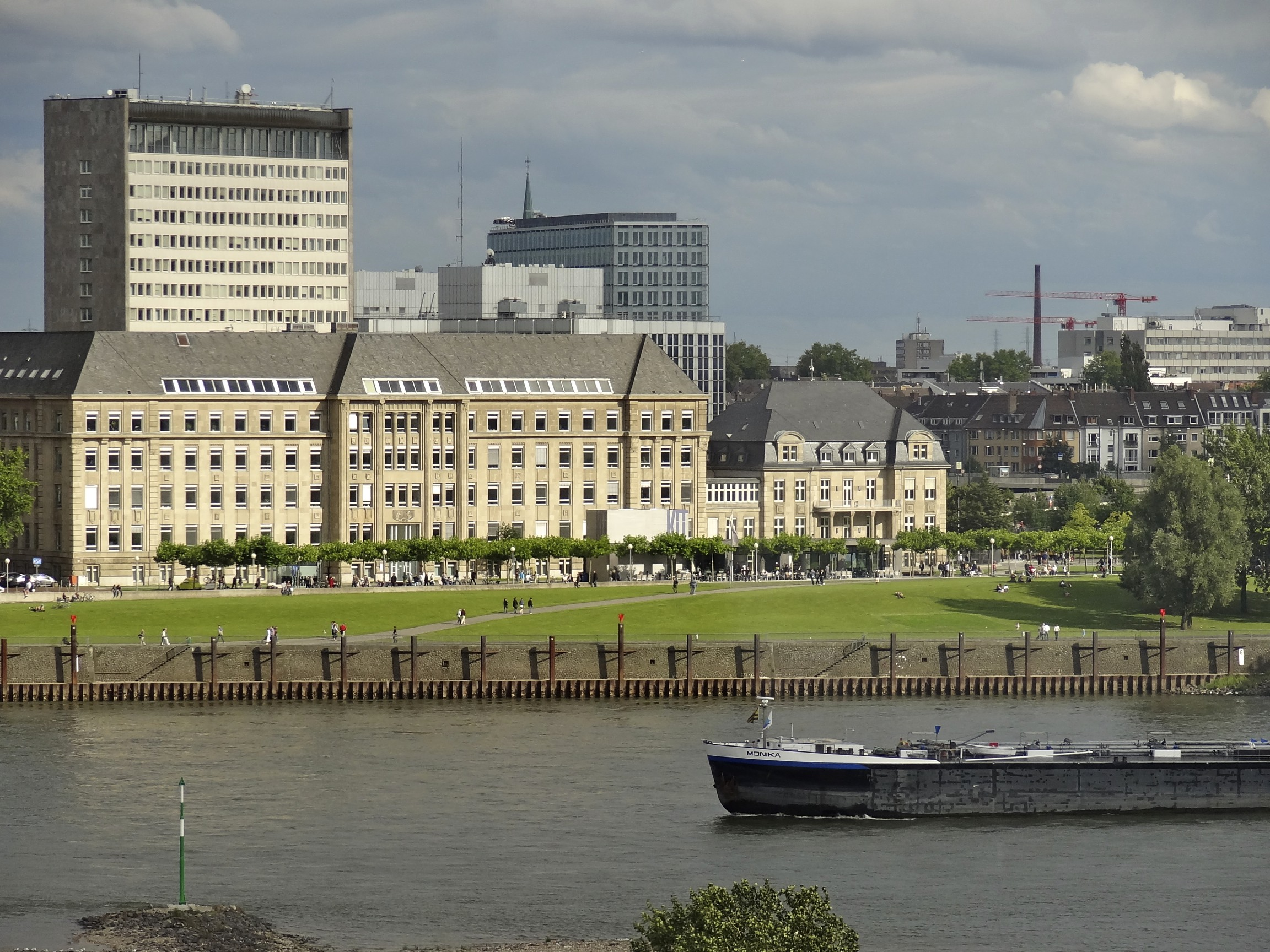
Landeshaus i Düsseldorf vid Rhen är säte för ministerpresidenten och dennes statskansli.

| Nr | Bild | Namn                         | Från              | Till              | Parti                   | Not         |
| -- | ---- | ---------------------------- | ----------------- | ----------------- | ----------------------- | ----------- |
| 1  |      | Rudolf Amelunxen (1888–1969) | 24 juli 1946      | 22 april 1947     | Deutsche Zentrumspartei | [ 1 ] [ a ] |
| 2  |      | Karl Arnold (1901–1958)      | 17 juni 1947      | 20 februari 1956  | CDU                     | [ 1 ]       |
| 3  |      | Fritz Steinhoff (1897–1969)  | 20 februari 1956  | 21 juli 1958      | SPD                     | [ 1 ]       |
| 4  |      | Franz Meyers (1908–2002)     | 21 juli 1958      | 8 december 1966   | CDU                     | [ 1 ]       |
| 5  |      | Heinz Kühn (1912–1992)       | 8 december 1966   | 20 september 1978 | SPD                     | [ 1 ]       |
| 6  |      | Johannes Rau (1931–2006)     | 20 september 1978 | 27 maj 1998       | SPD                     | [ 1 ]       |
| 7  |      | Wolfgang Clement (1940–2020) | 27 maj 1998       | 21 oktober 2002   | SPD                     | [ 1 ]       |
| 8  |      | Peer Steinbrück (född 1947)  | 6 november 2002   | 22 juni 2005      | SPD                     | [ 1 ]       |
| 9  |      | Jürgen Rüttgers (född 1951)  | 22 juni 2005      | 14 juli 2010      | CDU                     | [ 1 ]       |
| 10 |      | Hannelore Kraft (född 1961)  | 14 juli 2010      | 27 juni 2017      | SPD                     | [ 1 ]       |
| 11 |      | Armin Laschet (född 1961)    | 27 juni 2017      | 26 Oktober 2021   | CDU                     | [ 1 ]       |
| 12 |      | Hendrik Wüst (född 1975)     | 27 oktober 2021   | sittande          | CDU                     | [ 1 ]       |
| 1. |      |                              |                   |                   |                         |             |